# Кампана, Джан Пьетро
Джан (Джованни) Пьетро Кампана́, маркиз ди Кавелли  (итал.  Giovanni Pietro Campana, Giampietro Campana, 6 июня 1808 (или 1809), Рим — 10 октября 1880, Рим) — итальянский археолог и коллекционер произведений искусства.  Созданное им собрание стало одной из крупнейших и знаменитейших коллекций древнегреческого и древнеримского искусства. Он был одним из первых коллекционеров живописных произведений мастеров XIV и XV веков, так называемых «примитивов», собирал изделия итальянской  майолики XV и XVI веков. После его разорения коллекция была конфискована и продана. Она оказалась разделенной между петербургским Эрмитажем, парижским Лувром и лондонским Музеем Виктории и Альберта.

## Биография
Джампьетро, или Джованни Пьетро, Кампана, с 1849 года маркиз ди Кавелли (marchese di Cavelli), происходил из древнего аристократического рода в Л'Акуиле, или Аквиле (L'Aquila, Абруцци, Центральная Италия). Его дед Джампьетро и отец, нотариус Просперо, занимали престижные должности в управлении Монте ди Пьета (ссудной кассы) в Риме. После завершения учебы в  Колледже Назарено (Collegio Nazareno), (научно-образовательном учреждении, основанном в 1622 году по инициативе титулярного архиепископа Назарета), Кампана в 1831 году поступил на службу в Монте-ди-Пьета, а в мае 1833 года был назначен генеральным директором.
В августе 1836 года Кампана был произведён в рыцари  ордена Святого Григория Великого (учреждённого Папой Григорием XVI) в благодарность за кредиты монте ди пьета Святому Престолу. В 1836 году Кампана был одним из сторонников учреждения Сберегательного банка Рима (Cassa di Risparmio di Roma), в который в 1937 включил монте ди пьета. Кампана стал членом-учредителем и первым директором (1836—1838) новой кредитной организации. 13 июня 1844 года маркиза Кампана избрали членом Туринской академии наук.

## Коллекция
После смерти отца в 1815 году Джампьетро Кампана унаследовал небольшие коллекции (археологическую от своего деда и нумизматическую от отца). Выросший в среде коллекционеров, Кампана быстро пополнил своё собрание как за счёт покупок на антикварном рынке, так и благодаря разрешениям на проведение археологических раскопок. Первые археологические изыскания были предприняты в 1829 году в Тускулуме, руинах античного поселения близ города Фраскати, (Лациум), где семья Кампана пользовалась недвижимостью, принадлежащей Апостольской палате . Коллекция маркиза включала бронзовые и мраморные скульптуры, древнеримские архитектурные  рельефы, из  терракоты, которые до сих пор называются «Рельефы Кампана», изделия из керамики, монеты, медали. Все произведения, приобретенные им на рынке или в результате раскопок, были выставлены на его вилле недалеко от  Латеранского дворца. Кампана также приобретал картины итальянских живописцев XIV и XV веков, создав значительную коллекцию так называемых «примитивов». 
Благодаря опыту, накопленному в области археологии, которая в середине XIX века стала модным занятием скучающих аристократов и дилетантов в охоте за сокровищами искусства, Кампана способствовал научным открытиям римских  колумбариев, в частности в 1831 году колумбария Помпония Хила и гробницы Сципионов на Аппиевой дороге, публикацию которых он редактировал.
В 1832—1835 годах Кампана по поручению кардинала  Бартоломео Пакка руководил раскопками в  Остии, античном городе в устье Тибра. Раскопки Остии дали замечательные результаты, которые Кампана не публиковал; только по просьбе немецкого археолога Эдуарда Герхарда (основателя Археологического института в Риме в 1829 году) Кампана в 1834 году дал краткое  описание собранных данных в бюллетене «Раскопки в Остии» (Scavi di Ostia). Бюллетень Археологического института 1836 года сообщал о новой коллекции древностей, которую Кампана формировал в течение последних четырёх лет. В 1842 году Кампана опубликовал различные издания своей коллекции терракотовых плиток под названием «Древние работы из глины, обнаруженные, собранные и заявленные», в которых он излагал данные о мифологических сюжетах и иконографических особенностях рельефных изображений. Это была первая научная работа, которая привлекла внимание к забытым архитектурным элементам, имеющим долгую доримскую историю в  этрусской цивилизации.
В сентябре 1846 года Папа Пий IX с торжественным визитом посетил виллу Кампана на Латеране, где были выставлены произведения древнеримской скульптуры из коллекции маркиза. Вилла, унаследованная от его деда, находилась на верхних склонах холма Челио, и к ней можно было попасть через ворота  с виа ди Сан-Стефано-Ротондо, сразу за площадью Сан Джованни ин Латерано. Дом был построен в классическом стиле, и был похож на «храм Древнего Рима с пропорциональными колоннами и фронтоном». В саду, рядом с экзотическими растениями, фонтанами и пещерами, Джампьетро Кампана построил «этрусскую гробницу». Там же были и подлинные археологические артефакты: архитектурные фрагменты, статуи, остатки акведука, древних рельефов и фресок.
Кампана осуществлял свою деятельность с согласия генерального казначея Сберегательного банка Рима, но по существу, по причине лакун законодательства, с неограниченными полномочиями, в конечном итоге, привели к финансовому скандалу. В 1847 году по приказу Папы Пия IX началось расследование. Однако оно окончилось компромиссными мерами.
28 марта 1849 года  Фердинанд II Бурбонский, король Обеих Сицилий, восстановил для Кампана титул маркиза Кавелли, который ранее принадлежал его предкам.  В 1851 году маркиз женился на англичанке Эмили Роулз, семья которой имела связи с принцем Луи Наполеоном (через свою жену маркиз ссужал Наполеону деньги), который вскоре стал императором под именем Наполеон III. В 1851 году  празднование дня рождения города Рима (21 апреля 753 г. до н.э.) Папская Римская археологическая академия (Pontificia Accademia Romana di Archeologia) проводила на вилле Кампана. Среди участников был  Людвиг Баварский
.
Кампана финансировал  раскопки в Черветери (городе-государстве древних этрусков) и сообщил о своих открытиях (гробница «барельефов») Папской академии (казначеем которой он являлся) 20 марта 1851 года. Помимо загородной виллы маркиз Кампана имел римскую резиденцию: Палаццо Кампана, ныне известное как Палаццо Найнер на углу  Виа-дель-Бабуино и Пьяцца-дель-Пополо (дом № 196). В доме располагался музей, и хотя он был открыт только один день в неделю и только для тех, у кого была специальная рекомендация, его влияние было значительным .
Музей маркиза Кампана состоял из двенадцати секций: античные вазы (I), изделия из бронзы (II), драгоценности и монеты (III), терракотовые рельефы (IV), стекло (V), этрусские, греческие и римские фрески (VI), греческие и римские скульптуры (VII), произведения итальянской живописи «от византийского периода до Рафаэля» (VIII), итальянская живопись с 1500 по 1700 год (IX), итальянская майолика XV и XVI веков (X), майолика мастерской Луки делла Роббиа и его современников (XI), «этрусские  и римские диковинки» (XII).

## Финансовая катастрофа и рассеяние коллекции
Вскоре Кампана стал испытывать финансовые затруднения, он заложил часть ювелирной коллекции, а позже и другие артефакты своего собрания. Было прервано строительство на вилле во Фраскати, которая должна была стать местом нового музея. В ноябре 1857 года Кампана был обвинён в растрате государственных средств и арестован. Причины, которые заставили понтифика внезапно потребовать обвинения после более чем трёх лет терпимости и вседозволенности, до сих пор в точности не выяснены. После драматического судебного разбирательства Кампана был приговорен к двадцати годам тюрьмы, заменёнными ссылкой и бесчестием.
Его коллекция была конфискована Папским государством. Каталог коллекции был издан в 1858 году, а собрание в 1861 году выставлено на продажу. Произведения из коллекции Кампана были приобретены крупными национальными музеями: Эрмитажем в Санкт-Петербурге, музеем Виктории и Альберта в Лондоне и Музеем искусств Метрополитен в Нью-Йорке. Хранителю (с 1863 года директору) императорского Эрмитажа С. А. Гедеонову было предложено право выбора предметов из коллекции перед аукционом, он сумел приобрести ряд выдающихся скульптур и большую часть античных расписных ваз.
Найти выгодного покупателя на древнее золото было поручено ателье Кастеллани, основанному в 1814 году ювелиром, антикваром и коллекционером Фортунато Пио Кастеллани. Фирма Кастеллани по производству ювелирных изделий была среди первых, черпавших вдохновение в ювелирном искусстве античности. Коллекция старинного золота Кампана, собранная и восстановленная Кастеллани, была куплена французским государством в 1862 году и хранится в Лувре.
Из коллекции Кампана в Риме осталось только нумизматическое собрание, состоящее примерно из четырёхсот римских и византийских золотых монет. Это собрание было приобретено в 1873 году администрацией  Капитолийских музеев благодаря Аугусто Кастеллани (сыну знаменитого антиквара), который был одним из основателей Муниципальной археологической комиссии, и который в том же году был назначен директором Капитолийских музеев. 
Собрание картин «примитивов» (живописцев итальянского проторенессанса) было куплено французским государством. В 1976 году 283 картины получили официальное место в новом Музее Пти-Пале (Малый дворец) в Авиньоне. 
Средства от продаж были переданы в казначейство для погашения долгов, взятых Кампана при выполнении своих административных обязанностей.
Проведя несколько лет за границей (в Женеве с 1864 года, в Париже с 1866 года) в финансовых затруднениях и болезнях, Кампана вернулся в Рим после объединения Италии в 1870 году. Он безуспешно требовал от Понтификата возврата прибыли, полученной от продажи своей коллекции. Скончался 10 октября 1880 года .
Проект городской администрации по строительству субсидированного жилья на территории виллы Кампана «Итальянским строительным обществом» рухнул в 1873 году, и виллу приобрёл английский скульптор Джон Уоррингтон Вуд, который жил в Риме и был  профессором Академии Святого Луки .
В 2006 году в Риме проходила выставка: «Фраскати во времена Пия IX и маркиза Кампана: портрет города между антикварной культурой и современными железными дорогами».

## Шедевры из коллекции маркиза Кампана

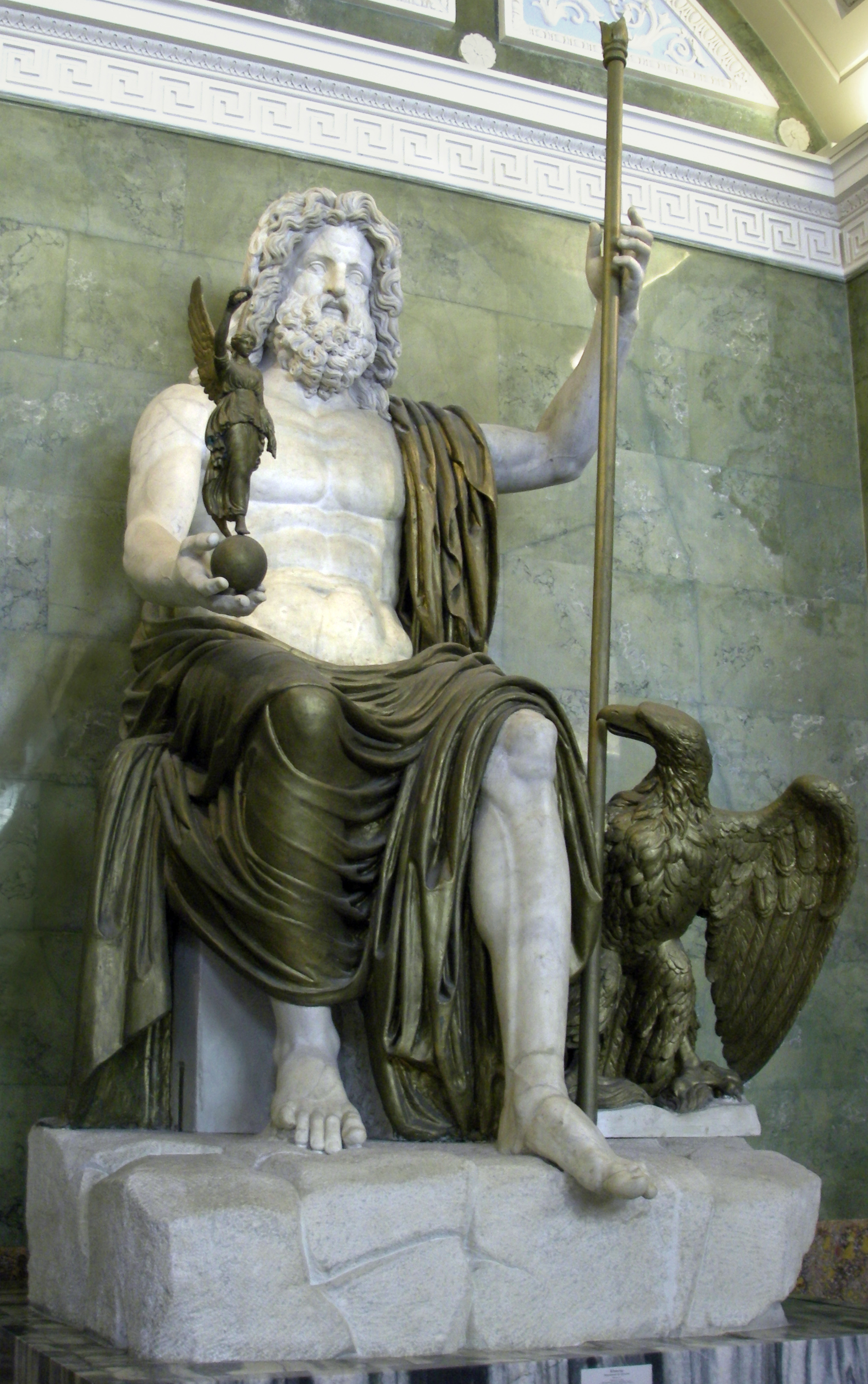
Юпитер. Конец I века н. э. Санкт-Петербург, Эрмитаж
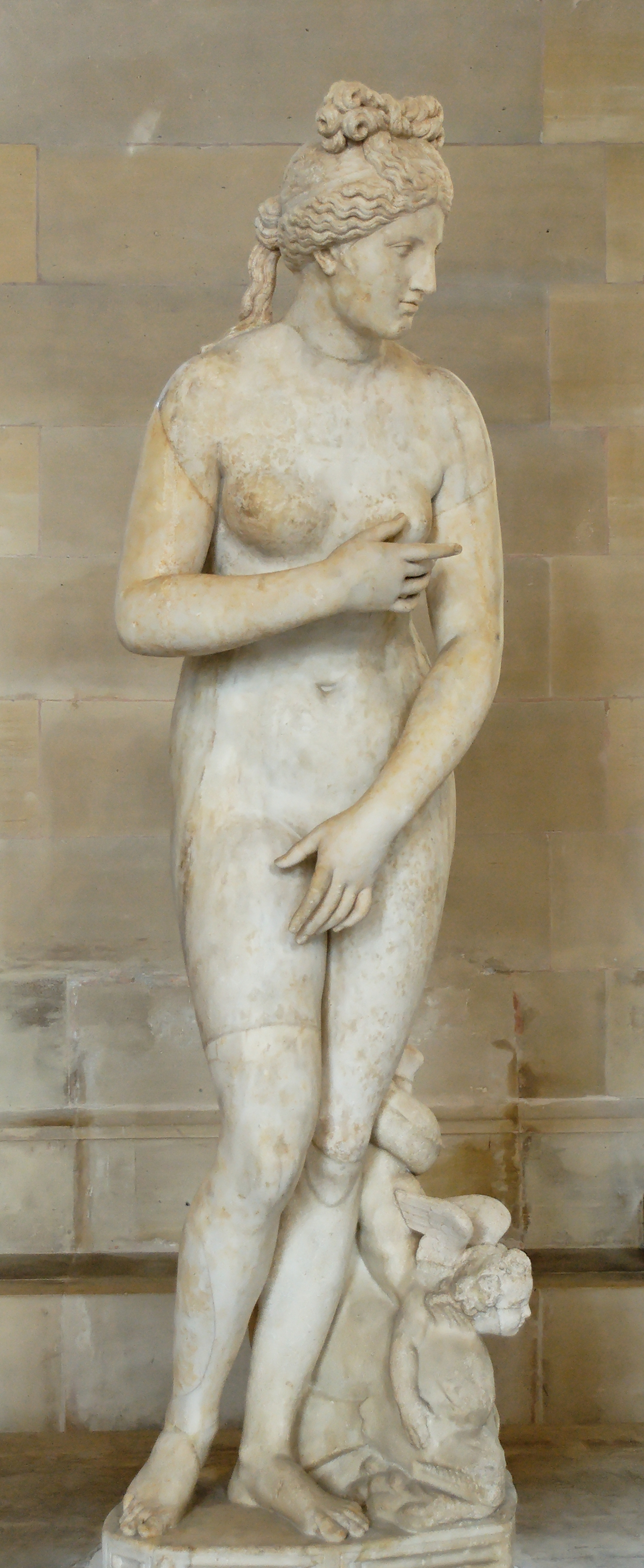
Венера Капитолийская. Статуя из Анцио. II век н. э. Париж, Лувр
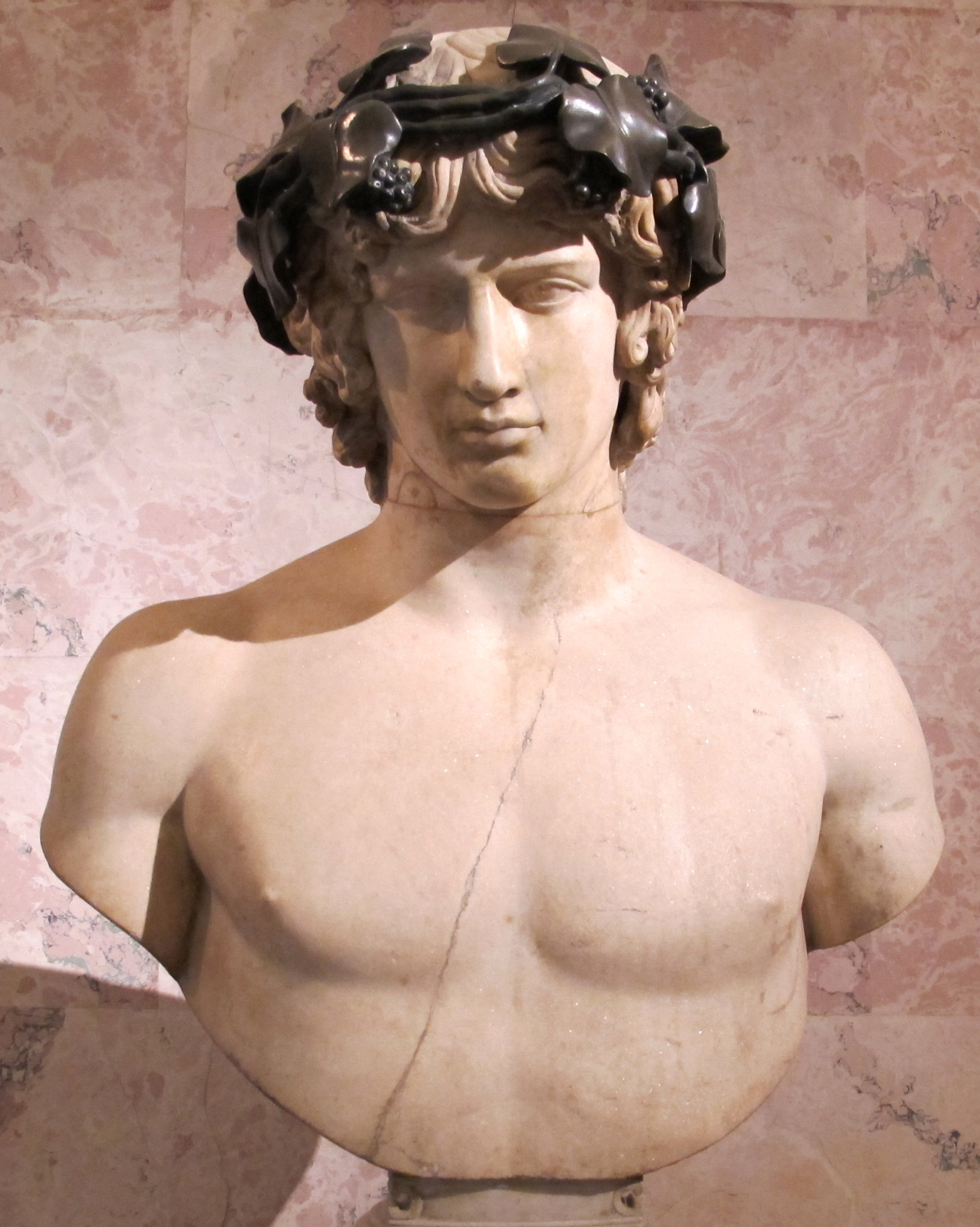
Бюст Антиноя. II в. н.э. Санкт-Петербург, Эрмитаж
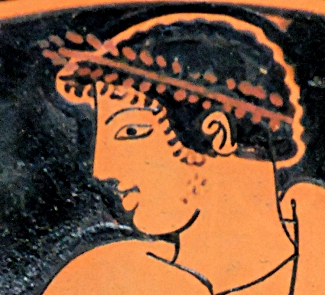
Деталь краснофигурной вазописи. Париж, Лувр
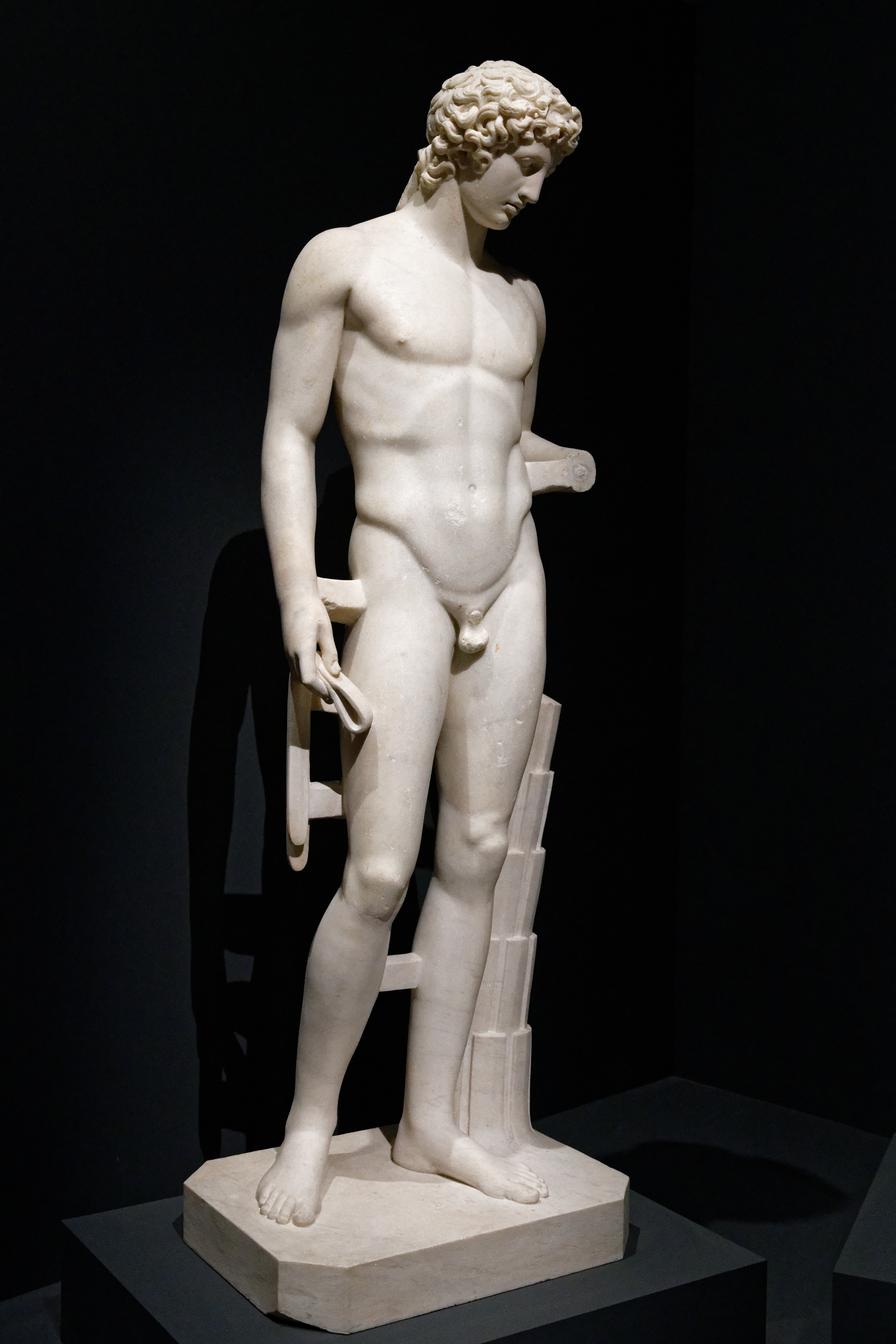
Статуя Аполлона (или Гиакинфа) из Пуццуоли. Санкт-Петербург, Эрмитаж
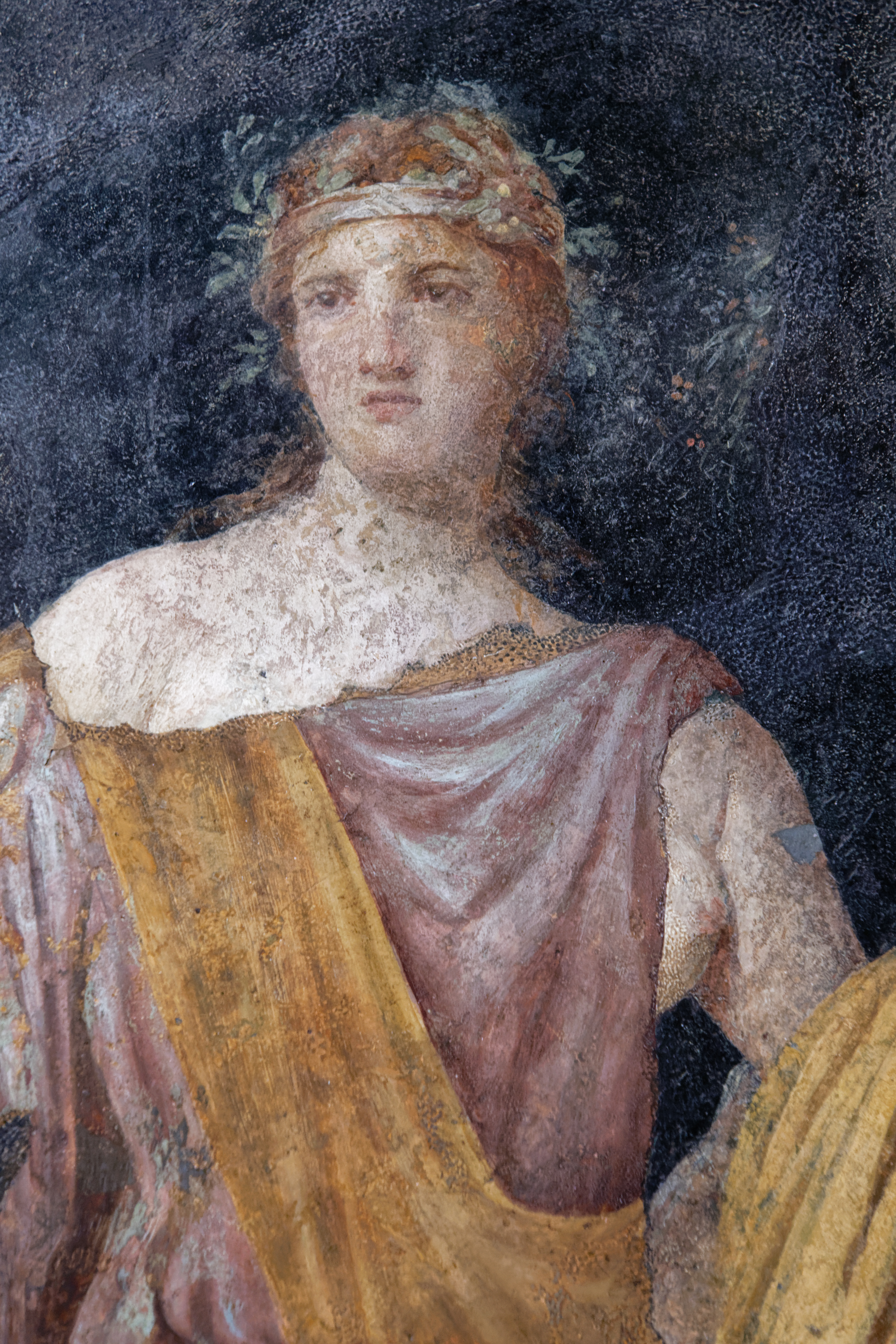
Весна. Фрагмент фрески из Тускулума. Париж, Лувр
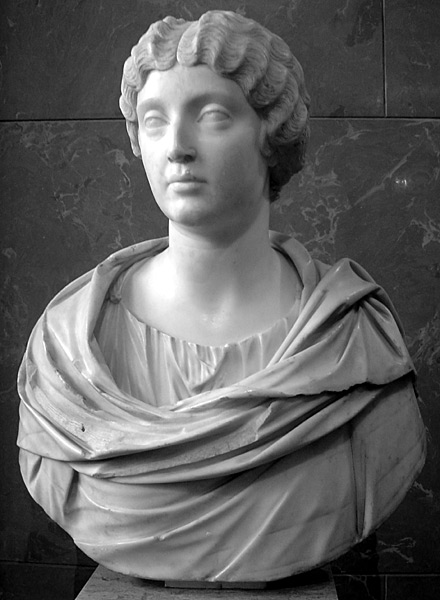
Бюст Фаустины Младшей. Париж, Лувр
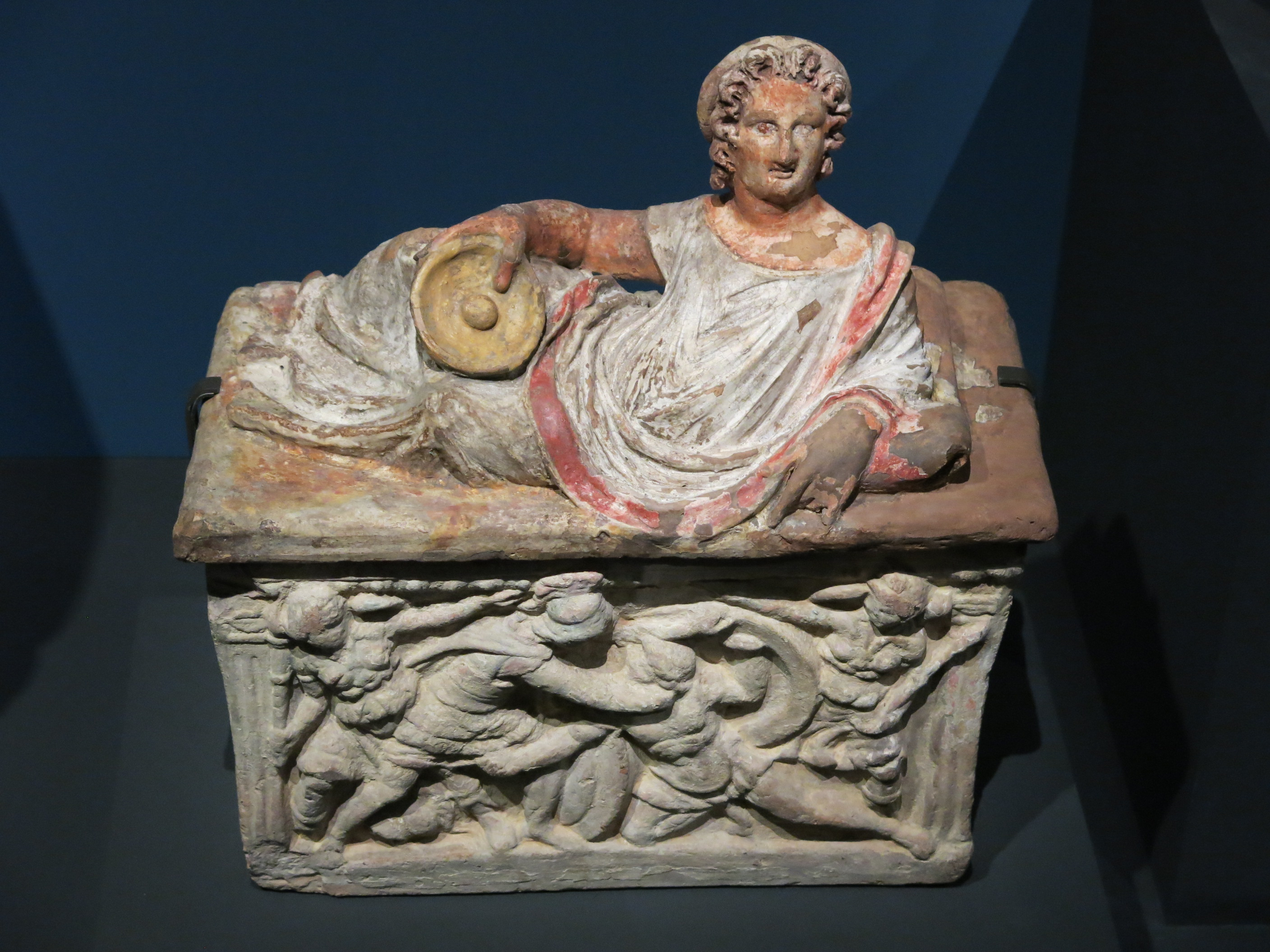
Этрусский саркофаг из Кьюзи. Терракота, роспись. 150-100 гг. до н.э. Париж, Лувр
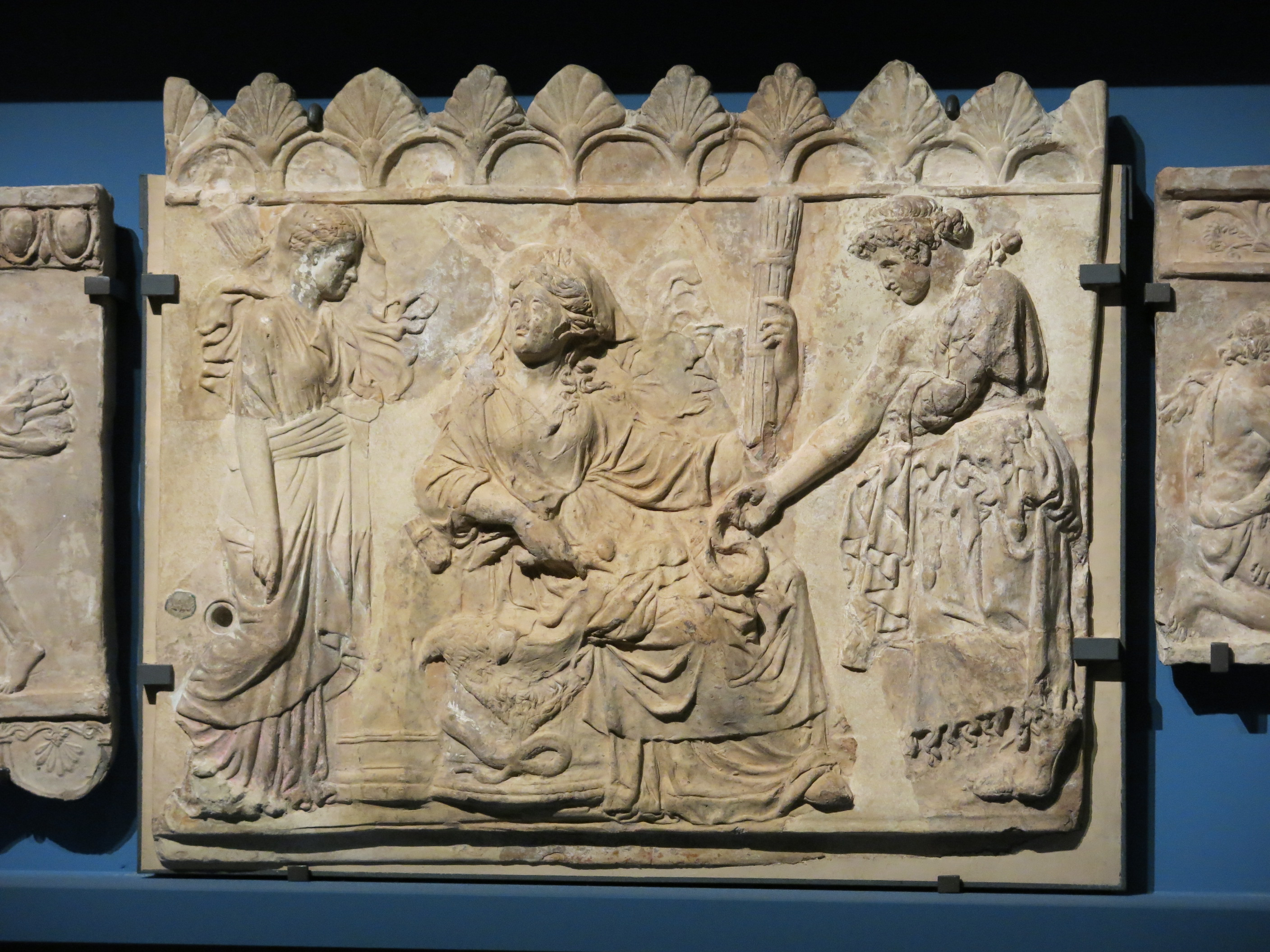
Терракотовая плакетка. Париж, Лувр
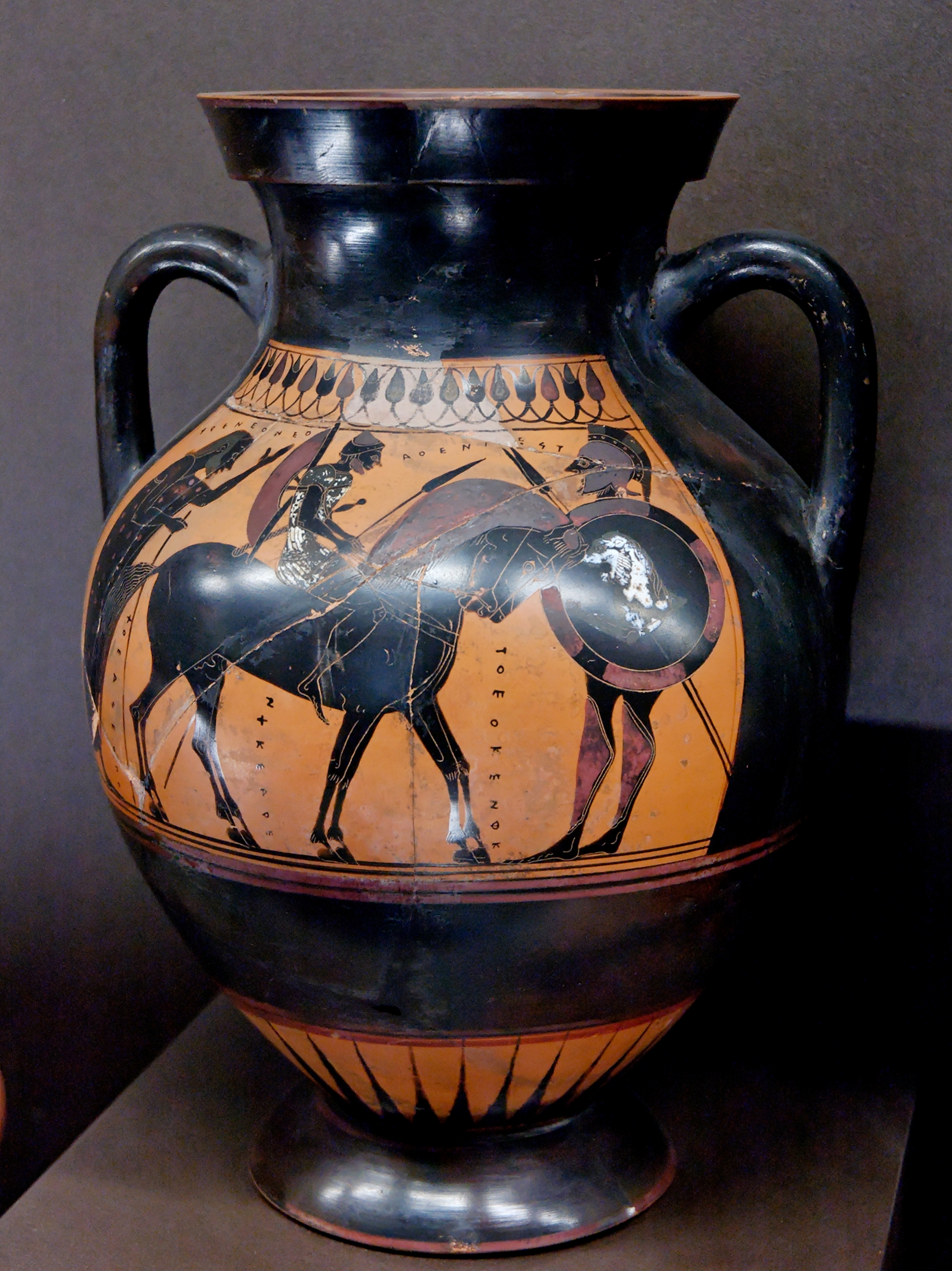
Чёрнофигурная амфора из Афин. 550–540 гг. до н. э. Париж, Лувр
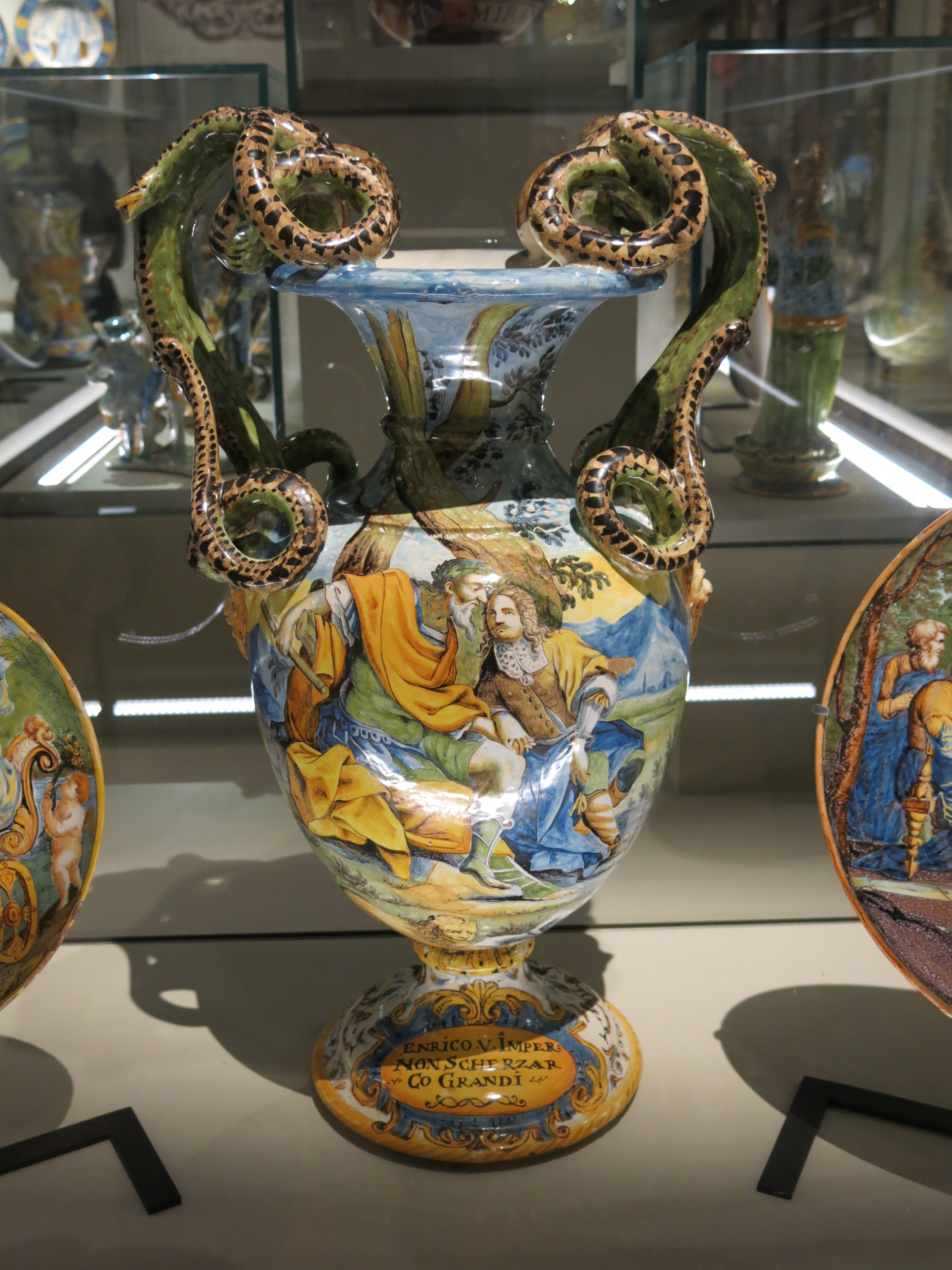
Ваза. Майолика, роспись XVII в. Париж, Лувр